# Xavier Galindo i Arbonès
Xavier Galindo i Arbonès   (Massalcoreig, 29 d'octubre de 1981), més conegut com a Xavi Galindo, és un pilot professional d'enduro català, quatre vegades Campió d'Espanya d'enduro i dues de Cross Country. Al llarg de la seva carrera ha practicat també altres disciplines, havent guanyat quatre Campionats de Catalunya de trial i cinc de motocròs.
Galindo debutà al Campionat del Món d'enduro el 2005 pilotant la KTM, amb tan bon peu que hi quedà sisè i fou nomenat Rookie of the Year ("debutant de l'any"). Actualment és un dels competidors destacats del Campionat, en què al llarg dels anys ha anat canviant de categoria havent participat en les tres existents (E1, E2 i E3). El 2010 passà a formar part de l'equip oficial de Husaberg (tenint com a company a Oriol Mena), amb el qual participa en els Campionats estatal i mundial i en proves d'Enduro Extrem com ara l'ErzbergRodeo. Xavi Galindo és conegut per la seva depurada tècnica de pilotatge.

## Palmarès

### Palmarès en Trial
Entre 1986 i 1995: 
- Campió de Catalunya Júnior
- 3 vegades Campió de Catalunya
- Subcampió d'Espanya

### Palmarès en Motocròs
| Any          | Motocicleta  | C. de Catalunya de Motocròs | C. de Catalunya de Motocròs | C. de Catalunya de Motocròs | C. Cat. SX |
| Any          | Motocicleta  | 125cc                       | 250cc                       | Open                        | 125cc      |
| ------------ | ------------ | --------------------------- | --------------------------- | --------------------------- | ---------- |
| 1999         | ?            | 1r                          | -                           | -                           |            |
| 2000         | ?            | 1r                          | -                           | -                           |            |
| 2001         | ?            | 1r                          | -                           | -                           | 2n         |
| 2002         | ?            | -                           | 1r                          | -                           |            |
| 2003         | ?            | -                           | -                           | 1r                          |            |
| Total títols | Total títols | 3                           | 1                           | 1                           | 0          |
|              |              | 5 nacionals                 |                             |                             |            |

### Palmarès en Enduro i Cross Country
| Any          | Motocicleta  | Campionat del Món d'enduro | Campionat del Món d'enduro | Campionat del Món d'enduro | C. del Món indoor | C. d'Espanya d'enduro | C. d'Espanya d'enduro | C. d'Espanya d'enduro | C. Esp. XC | Altres                                                                              | Títols |
| Any          | Motocicleta  | E1                         | E2                         | E3                         | C. del Món indoor | E1                    | E2                    | E3                    | C. Esp. XC | Altres                                                                              | Títols |
| ------------ | ------------ | -------------------------- | -------------------------- | -------------------------- | ----------------- | --------------------- | --------------------- | --------------------- | ---------- | ----------------------------------------------------------------------------------- | ------ |
| 2004         | KTM          | -                          | -                          | -                          | -                 | -                     | -                     | 2n                    | -          |                                                                                     | -      |
| 2005         | KTM          | -                          | -                          | 6è                         | -                 | -                     | -                     | 1r                    | 1r         | Rookie of the Year al Mundial                                                       | 2      |
| 2006         | KTM          | -                          | 7è                         | -                          | -                 | -                     | 1r                    | -                     | 2n         | 3r al Trofeu dels ISDE amb l'equip estatal                                          | 1      |
| 2007         | KTM          | -                          | 6è                         | -                          | -                 | -                     | 1r                    | -                     | -          | • 1r a l'Enduro Indoor de Barcelona (E2) • 2n a l'Enduro Indoor de Gènova (absolut) | 1      |
| 2008         | KTM          | -                          | -                          | 8è                         | 4t                | -                     | -                     | 1r                    | 1r         |                                                                                     | 2      |
| 2009         | KTM          | 15è                        | -                          | -                          | 5è                | 2n                    | -                     | -                     | -          |                                                                                     | -      |
| 2010         | Husaberg     | -                          | -                          | -                          | 22è               | -                     | 10è                   | -                     | -          |                                                                                     | -      |
| 2011         | Husaberg     | -                          | -                          | -                          | 16è               | -                     | -                     | -                     | -          |                                                                                     | -      |
| 2012         | Husaberg     | -                          | -                          | -                          | 8è                | -                     | -                     | -                     | -          |                                                                                     | -      |
| Total títols | Total títols | 0                          | 0                          | 0                          | 0                 | 0                     | 2                     | 2                     | 2          |                                                                                     | 6      |
|              |              |                            |                            |                            |                   | 6 estatals            |                       |                       |            |                                                                                     |        |

1. ↑   Al total de títols s'hi compten tots els campionats estatals guanyats